# 洛根鎮區 (堪薩斯州愛德華茲縣)
洛根鎮區（英語：Logan Township）為美國堪薩斯州愛德華茲縣轄下的鎮區。2010年美国人口普查中此鎮區人口有33人。

## 地理
洛根鎮區涵蓋總面積為93.1平方（35.93平方英里），其中陸地面積為93.1平方（35.93平方英里），水域面積為0平方（0.00平方英里）或0.00%。海拔高度684（2,244英尺）。

## 人口統計
根據2010年美國人口普查，洛根鎮區人口有33人，其中男性有15人，女性有18人，人口密度為每平方公里0.35人，住房計20戶。鎮區內的白人有32人，非裔美國人有0人，美洲原住民有1人，亞裔美國人有0人，太平洋島裔美國人有0人，其他種族有0人，混血種族則有0人。此外鎮區內有0人為西班牙裔或拉丁裔美國人。此鎮區之年齡中位數為52.3歲，而男性年齡中位數為54.5歲，女性年齡中位數為45.5歲。